# Johann Christoph von Reitzenstein
Johann Christoph von Reitzenstein (26. maj 1698 – 27. april 1767 på Regnitzlosau) var en tysk adelsmand og dansk gehejmeråd.
Han var søn af brandenborg-kulmbachsk gehejmelandråd Georg Friedrich von Reitzenstein til Nentschau og Anna Dorothea von Beulwitz, var først page hos markgrevinden af Brandenburg-Kulmbach og avancerede i kejserlig tjeneste i årene 1719-31 fra fændrik til oberst. 1739 kom han til Danmark og udnævntes ved dronning Sophie Magdalenes indflydelse til hofmarskal. 1743 blev han overhofmarskal, 1746 gehejmeråd samt generalmajor og kommandant i Rendsborg. 1739 var han blevet hvid ridder og 1741 dekoreret med enkedronningens orden. 1749 forlod han med karakter af generalløjtnant dansk tjeneste og trak sig tilbage til sit gods Regnitzlosau, hvor han døde 27. april 1767.
Han var gift 1. gang 1726 med Marie Dorothea f. von Baumgarten (15. oktober 1699 – 7. juli 1732), 2. gang 7. august 1743 med Marie Christiane Henriette f. von Beulwitz (25. november 1700 – 20. maj 1767), vistnok datter af Christopher von Beulwitz til Stöben og Amalie Juliane f. von Günterrode; hun var hofdame hos dronning Sophie Magdalene og Dame de l'union parfaite.